# Ракутуниайна, Жюстен
Жюстен Ракутуниайна (малаг. Justin Rakotoniaina; 14 декабря 1933 — 2001) — малагасийский политический деятель, премьер-министр Мадагаскара с 12 августа 1976 по 1 августа 1977 года.

## Биография
Занял пост премьер-министра после гибели Жоэля Ракутумалалы в катастрофе вертолёта. Состоял в членах партии «Ассоциация возрождения Мадагаскара».